# Hysterura hypischyra
Hysterura hypischyra là một loài bướm đêm trong họ Geometridae.